# وانغ شون
وانغ شون (مواليد 11 فبراير 1994) هو سباح صيني، حصل على الميدالية الذهبية في سباق 200 متر متنوع في أولمبياد 2020.